# Герта Келлер
Герта Келлер, народжена як Гертруда Келлер (народилася 7 березня 1945 року в Шаані, Ліхтенштейн), американський геолог, палеонтолог і професор Прінстонського університету. Вона відома як представник тези про те, що масове вимирання на межі крейди та палеогену було результатом вулканізму Декан-Трапп, а не падіння астероїда в кратер Чиксулуб (гіпотеза Альвареса).

## Життя
Келлер навчалася у школі у Швейцарії та працювала швачкою, при цьому у 1960-х роках вона подорожувала через Англію, Північну Африку та Іспанію аж до Австралії. У 1965 році емігрувала до Австралії, а в 1968 році виїхала до США. Вона вивчала геологію та палеонтологію в Університеті штату Сан-Франциско, здобувши ступінь бакалавра (з антропології та геології) у 1974 році та здобула ступінь доктора наук у Стенфордському університеті в 1978 році. Раніше вона працювала в Геологічній службі США. З 1984 року вона була доцентом, а з 1992 року — професором геології в Прінстоні. Її спеціалізацією були дослідження морських форамініфер для реконструкції змін клімату за останні 100 мільйонів років, починаючи дослідження з неогену наприкінці 1970-х років, а потім послідовно досліджуючи більш давні утворення.
Особливо з 2003 року вона стала критиком гіпотези Альвареса про масове вимирання на межі крейди та палеогену, яку вона відкидає. Вона знайшла шари, в яких шари глини, багаті іридієм (які Альварес вважав індикатором зіткнення з астероїдом), і тектити або кварц із сигнатурою ударної хвилі удару понад 2 м відокремлюються відкладення. Прихильники тези Альвареса інтерпретували це як відкладення цунамі, але, згідно з Келлер, відкладення відбулося протягом більш тривалого періоду до 300 000 років. Вона також вважає, що знайшла ознаки щонайменше трьох падінь метеоритів протягом періоду, про який йде мова, розділених довшими періодами часу. Замість цього вона віддає перевагу потопу базальтів і вулканізму в Деканських пастках в Індії та їхнім кліматичним наслідкам як причинам, які почалися за 250 000 років до падіння метеорита, але частина основної діяльності яких була під час масового вимирання, як вона виявила разом з колегами.
Свої тези вона представила в програмі BBC Horizon «Що не вбило динозаврів» (2004) і «Перший апокаліпсис» (2008) на History Channel. Вона працювала в цій галузі з Вольфгангом Стіннесбеком (професором у Гейдельберзі) та Тьєррі Адатте (професором у Лозанні).
Припущення Келлера щодо часу удару Чиксулуба отримали неоднозначну реакцію в спеціалізованій літературі і вважаються малоймовірними з огляду на нове датування та результати досліджень.
Келлер має громадянство Ліхтенштейну, Швейцарії та США.

## Наукові праці
- WC Ward, G. Keller, W. Stinnesbeck, T. Adatte: Стратиграфія підземної поверхні Юкатану: наслідки та обмеження впливу Чиксулуба. В: Геологія 23, 1995, стр. 873—876.
- з Н. Маклеод (редактор): Масові вимирання в крейдяно-третинному періоді: біотичні та екологічні зміни. WW Norton 1996.
- Г. Келлер, Т. Адатте, В. Стіннесбек, Реболледо-Віейра, Дж. У: Фукугаучі, У. Крамар, Д. Стюбен: вплив Чиксулуба передує граничному масовому вимиранню KT. У: праць. Нац. акад. Sci. США, 101, 2004, стр. 3753–3758.
- Імпактна стратиграфія: старий принцип, нова реальність. У: GSA Special Papers 437, 2007, стр. 147—178.
- Герта Келлер, Тьєррі Адатте, Жолт Бернер, Маркус Гартінг, Джеральд Баум, Майкл Праус, Абдель Тантаві, Доріс Стюбен: Вплив Чиксулуба передує межі K–T: нові дані з Бразоса, Техас. У: Earth and Planetary Science Letters 255, 2007, стр. 339—356.
- Г. Келлер, С. Абрамович, З. Бернер, Т. Адатте: Біотичні наслідки удару Чиксулуба, катастрофа K–T і зміна рівня моря в Техасі. В: Палеогеографія, палеокліматологія, палеоекологія 271, 2009, стр. 52–68.
- Герта Келлер, Тьєррі Адатт, Альфонсо Пардо Хуез, Хосе Г. Лопес-Оліва: Нові докази щодо віку та біотичних наслідків впливу Чиксулуба на Північній Мексиці. У: Journal of the Geological Society 166, 2009, стр. 393—411.